# Umberto Asnago
 (août 2019).
Si vous disposez d'ouvrages ou d'articles de référence ou si vous connaissez des sites web de qualité traitant du thème abordé ici, merci de compléter l'article en donnant les références utiles à sa vérifiabilité et en les liant à la section « Notes et références ».
Umberto Asnago (né en 1949 à Barlassina, dans la province de Milan, en Lombardie) est un designer de mobilier italien contemporain.

## Biographie
Après son diplôme, obtenu à l'Institut d'art de Cantù, Umberto Asnago commence sa carrière comme designer avec Giorgetti en 1968, pour finalement prendre la direction du « Center Searches »,.
Parmi ses dernières créations, le canapé Naviglio, présenté en 2007 lors du Salon du meuble de Milan, repose sur une structure en métal et hêtre massif, recouverte de dacron, avec des coussins de dossier garnis de mousse de polyuréthane haute résilience, l'ensemble étant revêtu de cuir de vachette.